# Manapouri
Manapouri (Maori Manapōuri) ist ein Dorf im Southland District der Region Southland auf der Südinsel von Neuseeland.

## Namensherkunft
Den Namen erhielt der Ort durch den gleichnamigen See, an dem er liegt. Manapouri kann aus zwei Begriffen abgeleitet werden, entweder aus manawapouri, was „kummervolles Herz“ bedeutet, oder aus manawapopore, was mit „klopfenden Herz“ übersetzt werden kann.

## Geographie
Manapouri befindet sich rund 19 km südwestlich von Te Anau am südöstlichen Ende des Lake Manapouri. Direkt südlich des Dorfes befindet sich der Abfluss des Lake Manapouri über den Waiau River

## Bevölkerung
Zum Zensus des Jahres 2013 zählte der Ort 228 Einwohner, 25,5 % weniger als zur Volkszählung im Jahr 2006.

## Infrastruktur

### Straßenverkehr
Manapouri ist über Te Anau über den New Zealand State Highway 95 zu erreichen, der hier Teil der unter Touristen beliebten Southern Scenic Route ist. Über die nach Osten abgehende Manapouri Road erhält der Ort Anschluss an den von Te Anau nach Osten in Richtung Mossburn führenden New Zealand State Highway 97.

### Hafen

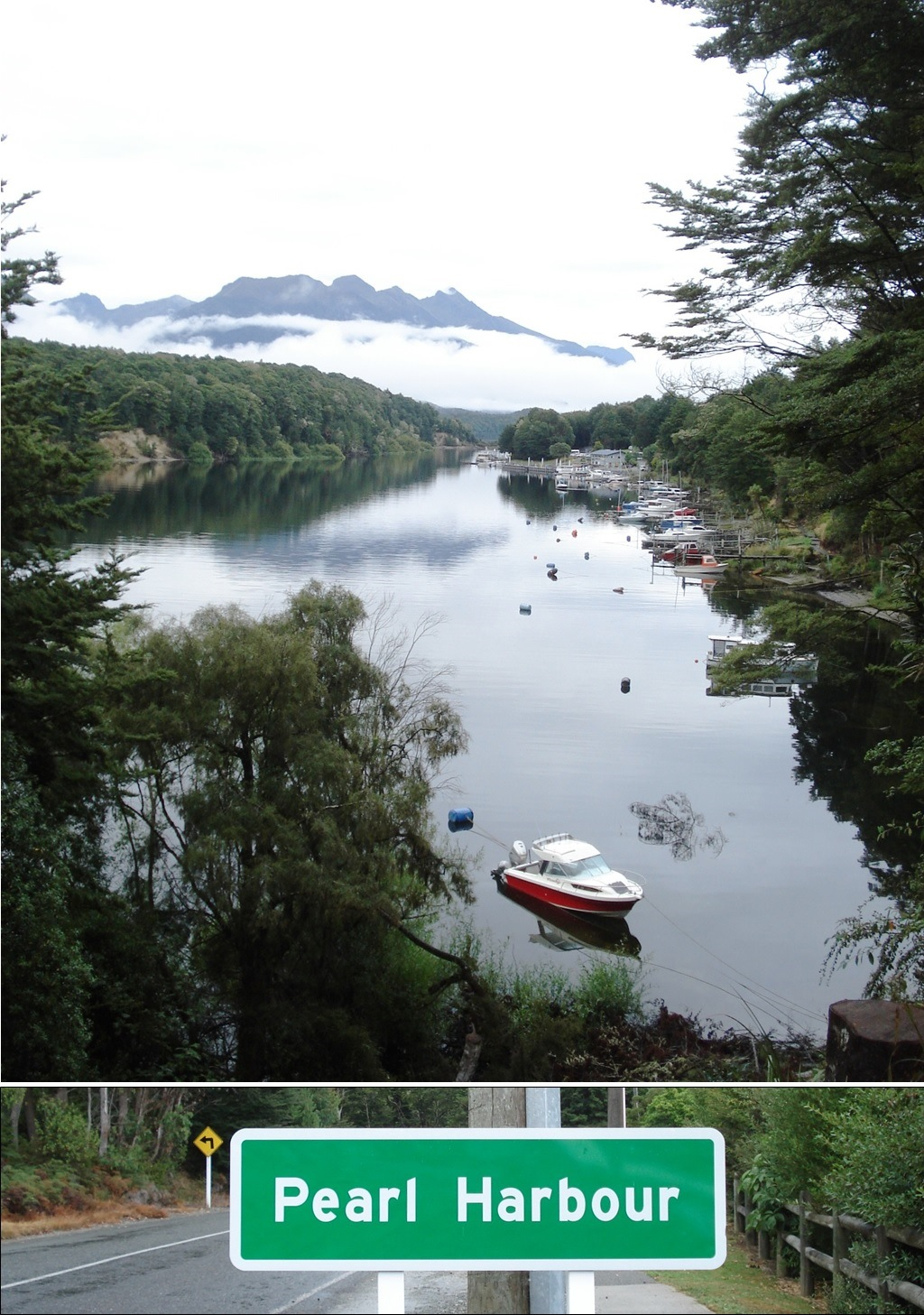
Der Hafen Pearl Harbour von Manapouri

In der Mündung des Waiau River in den Lake Manapouri befindet sich der (kleine) Hafen Pearl Harbour von Manapouri.

## Wasserkraftwerk
In den 1960er-Jahren wurde mit dem Kraftwerk Manapouri das größte Kavernenkraftwerk des Landes am Lake Manapouri errichtet, das sich zum Großteil unter der Erde befindet. Trotz erheblicher Proteste ("Save Manapouri"-Kampagne) im ganzen Land wurde dieses Projekt vorangetrieben, allerdings wurde eine künstliche Anhebung des Wasserspiegels des Sees wegen der Protestaktionen nicht realisiert. Erst im Jahr 2002 konnte das Manapouri-Kraftwerk seine volle Kapazität ausnutzen, da ein weiterer unterirdischer Tunnel in den Fels gesprengt werden musste.

## Save Manapouri Gedenkstein

Das Manapouri Saved-Denkmal in Manapouri (im Hintergrund der Lake Manapouri – oben rechts Tafel zur Geschichte, unten rechts der Hinweis, das der Felsen den geplanten Anstieg des Wasserspiegels markiert)

In der Nähe des Ufers des Lake Manapouri befindet sich das Denkmal zur Save Manapouri Campaign, die in den Jahren von 1959 bis 1972 stattfand. Die an einem Felsen angebrachten Erinnerungstafeln markieren den ursprünglich geplanten Anstieg des Wasserspiegels des Sees.

## Tourismus
Manapouri ein wichtiger Ausgangspunkt für Wanderungen in den Fjordland National Park, dem größten Nationalpark des Landes. Der westlich des Lake Manapouri gelegene Doubtful Sound/Patea ist eine weitere touristische Attraktion der Gegend, der durch kombinierte Schiffs- und Bootstouren Reisenden zugänglich gemacht wird.